# 加美町
加美町（日语：／ Kami machi */?）是位於日本宮城縣西北部的町，隸屬於加美郡。轄區東部地處大崎平原的西端，鳴瀨川流經町内並往南流，當地人口則多集中在東部的中新田地區。加美町在江戶時代為仙台藩的領地，現今當地在對外通勤與就學方面相當依賴北邊的大崎市。

## 地理
加美町境內約73%的面積被森林覆蓋，13.3%的土地為農業用地。北部為奧羽山脈向南延伸的山岳和丘陵地帶，西邊隔著奧羽山脈和山形縣尾花澤市相接，東部則為地勢平坦的地帶。發源於船形山的鳴瀨川流經境內並往南流，有「加美富士」之稱的藥萊山則坐落在鳴瀨川的右岸。而流經小野田河階北側的田川則與烏川等河匯流後，在中新田的城鎮中心地帶注入鳴瀨川。

### 氣候
根據統計，2017年至2021年加美町的年均溫為12℃，年均降雨量則為1148毫米。加美町冬季至隔年春季受到強勁的西北季風吹拂。西部山區的平均氣溫比東部的平原地區低，且海拔越高降雪量就越大，西部地區也因此被指定為豪雪地帶。3月至5月來自北半球的季風被奧羽山脈阻擋，並在當地引發焚風。5月至7月受到梅雨鋒面前緣停滯的影響，使當地的降雨量增加。

## 歷史
加美町自古時候便有人類居住，境內曾發掘出許多舊石器時代的文物與繩紋時代的遺跡。8世紀時，加美地區為陸奧國的國府多賀城前往出羽國國府的交通要地。當地在中世紀由大崎氏統治，在江戶時代則受到伊達氏的支配。伊達氏為確認其領地內的統領制度而對田地進行檢地，而加美地區透過此次檢地確認其合併前的村落雛形。
昭和29年（1954年），廣原村與鳴瀨村併入中新田町，而宮崎村則與賀美石村合併成宮崎町。平成15年（2003年）4月1日，中新田町、小野田町與宮崎町合併成現今的加美町。

## 行政
現任町長石山敬貴於2023年8月在選舉中當選，其任期將持續至2027年8月。

## 經濟
根據日本2020年的國勢調查的統計，加美町的就業人口中有14.1%從事第一級產業，34.8%的就業人口從事第二級產業，其餘的50.9%則從事第三級產業。當地的核心產業為農業，並且以生產稻米、蔬菜和畜產等農產品為主。近年來加美町也利用其交通的便利性吸引企業入駐和振興當地的商業活動。

## 教育
加美町境內共有8所小學校與2所中學校（宮崎中學校於2023年4月和小野田中學校合併成鳴峰中學校）。根據2021年的統計，當地小學校的學生總人數為999名，中學校則共有537名學生。

## 交通
由於加美町鄰近東北中央自動車道的古川交流道與東北新幹線的古川車站，因此交通較為便利。國道347號以東西走向穿越整個轄區，國道457號則以南北向通過境內的城鎮中心。境內沒有鐵路通過，距離加美町最近的車站是位於大崎市，屬於JR東日本陸羽東線的西古川站。

## 姐妹城市
加美町與以下日本城市為友好姐妹城市:
| 城市   | 都縣   | 締結日期      |
| ------ | ------ | ------------- |
| 山形市 | 山形縣 | 2019年7月18日 |